# Łydka Grubasa

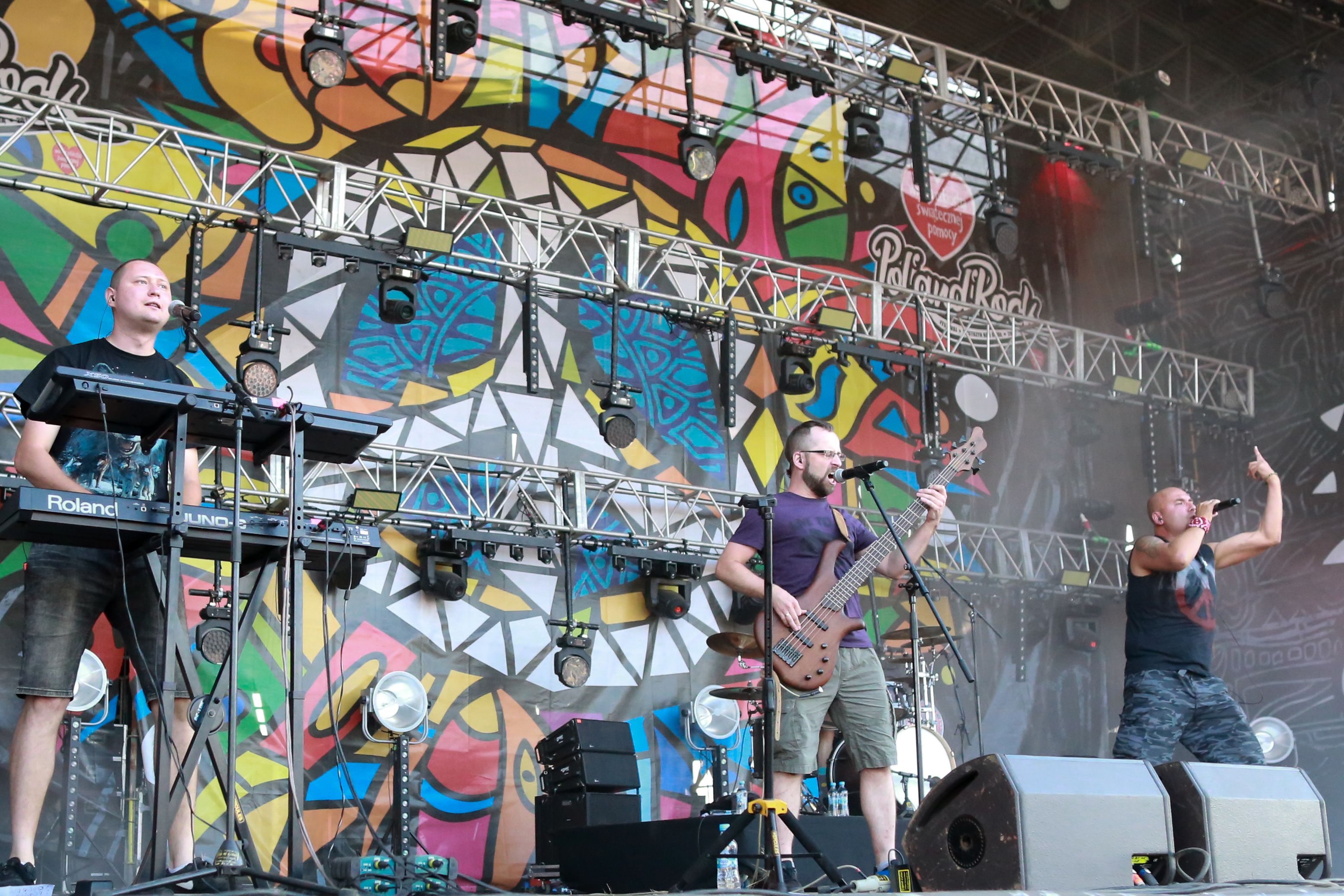
Łydka Grubasa na Pol’and’Rock Festival 2018

Łydka Grubasa – polski zespół muzyczny założony w 2002 roku w Olsztynie.
Muzyka grana przez zespół jest mieszaniną rocka, rocka alternatywnego, heavy metalu i folku. Grupa wyróżnia się osobliwymi (często wulgarnymi), humorystycznymi i satyrycznymi tekstami.

## Historia
Pierwotnie zespół ten miał być swoistym „żartem koncertowym” towarzyszącym powstałemu wcześniej zespołowi thrashmetalowemu Respite grającemu w takim samym składzie i okazjonalnie zespołowi Projekt X, w którym grała część jego członków. Nazwa zespołu pochodzi od łydki ówczesnego gitarzysty, a później wokalisty i lidera zespołu – Bartosza Krusznickiego. 
Pierwszy koncert jako Łydka Grubasa odbył się 12 listopada 2002 roku w studenckim klubie Kotłownia w Toruniu podczas koncertu Respite. W 2005 roku zespół nagrał album demo pt. Stopa nie jest uniwersalna. 
W 2005 roku zespół opuścił wokalista Maciej „Booch” Buczak, zastąpił go na tym stanowisku Bartosz Krusznicki. W 2007 roku zespół opuścił gitarzysta Janusz „Plastuch” Dawidczuk, który odszedł z zespołu z powodu wyjazdu do Irlandii, a zastąpił go Maciej „Ziggy” Charytoniak.
Pierwszy, studyjny album Łydki Grubasa ukazał się w 2010 roku i zatytułowany był Bąż Woa. Po wydaniu pierwszego albumu rozpoczął się okres intensywnego rozwoju zespołu; wzrosła także jego popularność. W 2013 roku ukazał się kolejny album studyjny – Perpetuum Debile. W 2017 roku ukazał się album O-dur C-ból, a na początku 2020 roku miała miejsce premiera najnowszego albumu Socjalibacja. Recenzenci docenili, że Łydka Grubasa w swych albumach miesza wiele różnych gatunków muzycznych, takich jak reggae, folk metal czy groove. Podkreślono również przesłanie piosenek, które swoimi satyrycznymi tekstami krytykują instytucje takie jak ZUS, poruszają temat emancypacji osób transseksualnych, przypominają o problemach imigracji, czy mówią o wszechobecności mediów społecznościowych, pseudonauki i teorii spiskowych oraz ich wpływie na życie człowieka. Mimo to recenzenci zauważyli że forma w jakiej poruszają te tematy jest często jest "średnich lotów", lub zwyczajnie obrzydliwa czy wręcz seksistowska.
W 2011 roku zespół wziął udział w Przystanku Woodstock (od 2018 roku Pol’and’Rock Festival). Na festiwal zespół powrócił w 2018 roku i dotychczas obecny był także w 2019, 2020 i 2021 roku. W 2019 i 2021 roku grupa zagrała na Dużej Scenie, a w 2019 roku zdobyła również nagrodę Złotego Bączka za koncert na Małej Scenie rok wcześniej i wydała album koncertowy z zapisem tego koncertu.
W 2022 roku grupa odbyła trasę koncertową z okazji dwudziestolecia zespołu pt. „Żarty na bok, czyli XX-Lecie Łydki Grubasa”. Podczas tej trasy, 11 listopada, w krakowskim klubie Studio nagrano specjalny jubileuszowy koncert z towarzystwem sekcji dętej i gośćmi, który wydano w formie 2CD + DVD + VOD 4K w czerwcu 2024 roku jako album Na Żywca. W nagraniu wzięli udział Zenek Kupatasa, Grzegorz Halama, Piotr Majerczyk, Jacek Jędrzejak i DJ Flip. W 2012, 2020 i 2022 roku zespół brał udział w koncertach z okazji finału Wielkiej Orkiestry Świątecznej Pomocy.
W 2023 roku z okazji jubileuszu 20-lecia zespołu rok wcześniej ukazał się kolejny album studyjny zespołu: ĘĆ, na którym wydano wcześniejsze utwory zespołu we współpracy z innymi artystami. W nagraniach wzięli udział m.in.: Michał Jelonek, Kwiat Jabłoni, Rasta, Czesław Mozil, Jacek Jędrzejak, Enej, Grzegorz Halama i Tomson. Wydaniu albumu towarzyszyła promująca go trasa koncertowa „Ęć się imię Twoje”.
Jesienią 2024 roku zespół odbył trasę koncertową „Dusza Janusza, czyli witajcie w Polsce” z utworami zespołu w wersjach akustycznych i specjalnie na potrzeby koncertów stworzoną scenografią. W 2025 roku zorganizowano trasę „Tak podbijemy Europę”, w ramach której odbyły się koncerty w Polsce oraz w Czechach, Rumunii, Holandii i na Słowacji. W ramach trasy odbyły się także koncerty EERA Tour, zorganizowane wraz z zespołami Dirty Shirt z Rumunii oraz Hel’enine Oci ze Słowacji.

## Skład zespołu
- Bartosz „Hipis” Krusznicki – wokal, gitara akustyczna (od 2002)
- Maciej „Ziggy” Charytoniak – gitara elektryczna, wokal wspierający (od 2007)
- Artur „Carlos” Wszeborowski – gitara basowa (od 2002)
- Dominik „Długi” Skwarczyński – instrumenty klawiszowe (od 2014)
- Maciej „Maciejka” Matuszczyk – perkusja (od 2020)

Podczas koncertów z zespołem występuje sekcja dęta w składzie:
- Natalia Gajda – saksofony, flet poprzeczny
- Łukasz Folwarczny – trąbka, flugelhorn
- Jakub Stawiarski – puzon, helikon

Byli członkowie zespołu
- Maciej „Booch” Buczak – wokal (do 2005)
- Janusz „Plastuch” Dawidczyk – gitara elektryczna (do 2007)
- Piotr „Kefir” Śmietanka – instrumenty klawiszowe (do 2010)
- Michał „Korpus” Korpusik – instrumenty klawiszowe (2010–2014)
- Jakub „Rudy” Olszewski – perkusja (do 2020)

## Dyskografia

### Albumy studyjne
| Tytuł            | Dane dotyczące albumu             | Pozycja na liście | Certyfikat | Sprzedaż |
| Tytuł            | Dane dotyczące albumu             | POL               | Certyfikat | Sprzedaż |
| ---------------- | --------------------------------- | ----------------- | ---------- | -------- |
| Bąż Woa          | - Data premiery: 21 marca 2010    |                   |            |          |
| Perpetuum Debile | - Data premiery: 8 lutego 2013    |                   |            |          |
| O-dur C-ból      | - Data premiery: 1 kwietnia 2017  |                   |            |          |
| Socjalibacja     | - Data premiery: 31 stycznia 2020 |                   |            |          |
| ĘĆ               | - Data premiery: 3 listopada 2023 |                   |            |          |

### Kompilacje
| Tytuł          | Dane dotyczące albumu             | Pozycja na liście | Certyfikat | Sprzedaż |
| Tytuł          | Dane dotyczące albumu             | POL               | Certyfikat | Sprzedaż |
| -------------- | --------------------------------- | ----------------- | ---------- | -------- |
| Grejtest Szits | - Data premiery: 27 września 2019 |                   |            |          |

### Albumy koncertowe
| Tytuł                           | Dane dotyczące albumu             | Pozycja na liście | Certyfikat | Sprzedaż |
| Tytuł                           | Dane dotyczące albumu             | POL               | Certyfikat | Sprzedaż |
| ------------------------------- | --------------------------------- | ----------------- | ---------- | -------- |
| Live Pol’And’Rock Festival 2019 | - Data premiery: 8 listopada 2019 |                   |            |          |
| Na Żywca                        | - Data premiery: czerwiec 2024    |                   |            |          |